# کی‌آر موتور

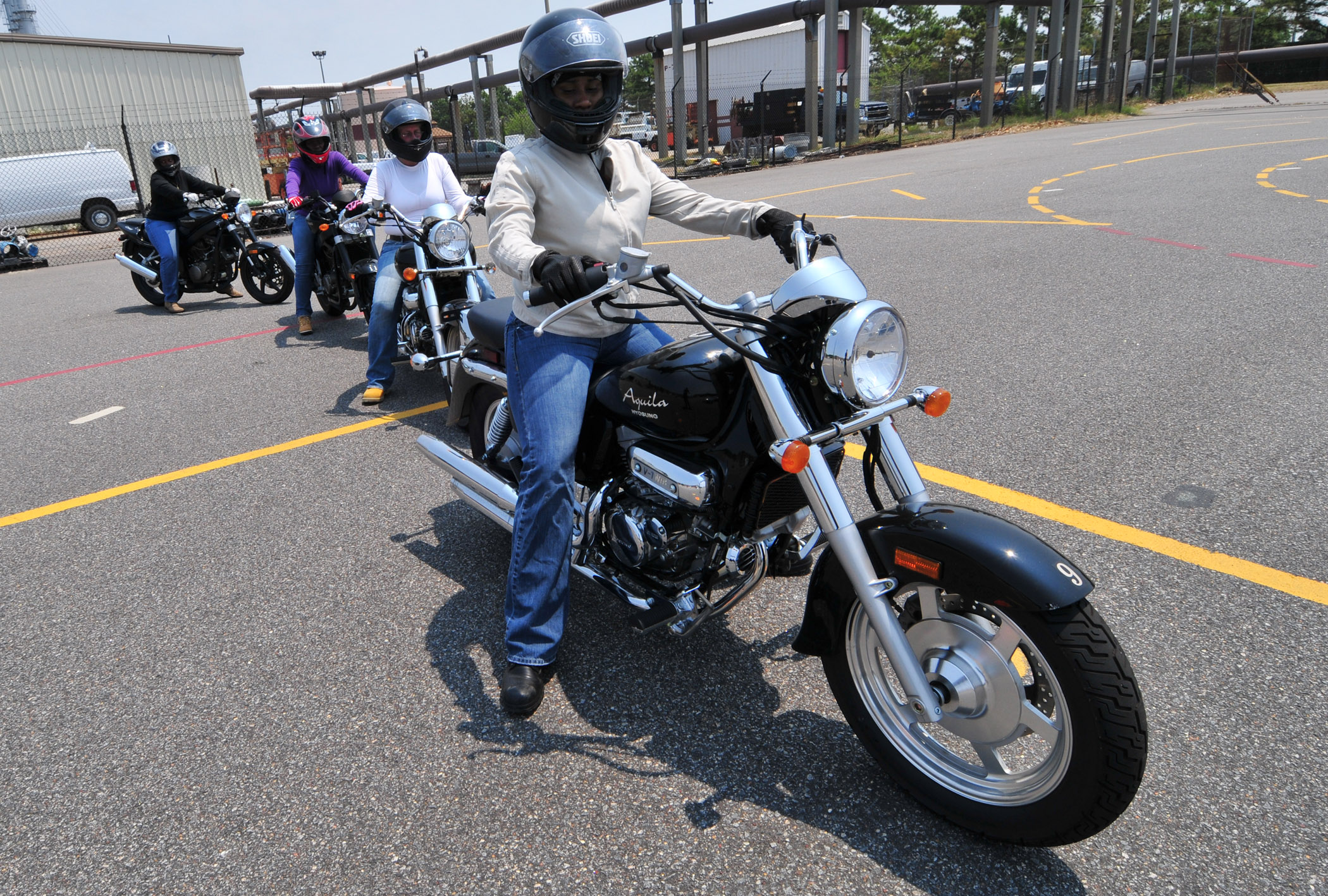
یک موتورسیکلت محصولی از کی‌آر موتور - ۲۰۱۰

کی‌آر موتور (انگلیسی: KR Motors) شرکت موتورسیکلت‌سازی کره‌ای است، که در سال ۱۹۷۸ تأسیس شد.